# Helmut Tarand
Helmut Tarand (auch Helmuth, bis 1935 Helmuth Takenberg, Pseudonym Annus Rävälä, * 25. Septemberjul. / 8. Oktober 1911greg. in Tallinn; † 1. November 1987 ebenda) war ein estnischer Dichter und Philologe.

## Leben
Takenberg machte 1929 in Tallinn Abitur und studierte von 1929 bis 1936 an der Universität Tartu estnische Literatur, allgemeine Literaturwissenschaft, Philosophie, Estnische Sprache und Folkloristik. Von 1935 bis 1940 war er Redakteur der Zeitschrift Eesti Noorus ('Estnische Jugend'), im Jahr der ersten sowjetischen Besetzung 1940/41 redigierte er die Zeitschrift Nõukogude kultuur ('Sowjetkultur'). Nach dem Zweiten Weltkrieg wurde er 1945 inhaftiert und 1946 ins Arbeitslager Workuta verschickt. Seit 1955 lebte er als Verbannter in Sibirien, von wo er 1956 nach Estland zurückkehren konnte.
Danach lebte er in Tallinn und ernährte sich von kleineren literarischen Aufträgen, von 1962 bis 1986 hatte er Anstellungen im Gartenbauwesen und in einem Krankenhaus. Der estnische Politiker und ehemalige Ministerpräsident Andres Tarand ist sein Sohn, der Politiker Indrek Tarand dementsprechend sein Enkel.

## Werk
Tarand legte seit 1934 kleinere philologische Arbeiten vor und begann in den 1950er-Jahren intensiv mit dem Dichten. Seine erste (und zu Lebzeiten einzige) Sammlung erschien unter dem Pseudonym Annus Rävälä in einem Exilverlag und wurde von Bernard Kangro geradezu jubelnd rezensiert: Er nannte sie „eines der stärksten Debüts in der estnischen Literatur. […] Dies ist die Hand eines literarischen Meisters, die diese Verse in der Düsterkeit der Gefangenenbaracke todmüde hingekritzelt hat. Sie sind wie ein stummer Aufschrei, und doch ein heroischer Gruß aus vergangenen Zeiten und fernen Räumen.“ Anderswo wurde Tarand als Vorgänger von Artur Alliksaar tituliert. Die spätere Literaturwissenschaft sah Tarand in der Tradition der Arbujad.
Einige seiner Gedichte sind in der Übersetzung von Jüri Kurman 1989 in der Zeitschrift Estonia auf Englisch erschienen.

## Auszeichnungen
- 1983 Henrik-Visnapuu-Preis

## Bibliografie
- Vorkuta värsse ('Verse aus Workuta'). Lund: Eesti Kirjanike Kooperatiiv 1981. 61 S.
- Epitaaf ('Epitaph'). Koost. Kaarel Tarand. Tallinn: Perioodika 1990. 61 S. (Loomingu Raamatukogu 1–2/1990).
- Cassiopeia. Kirju kolmnurgast Vorkuta – Eesti – Krasnojarski krai ('Kassiopeia. Briefe aus dem Dreieck Workuta – Estland – Kreis Krasnojarsk'). Koost. Andres Tarand. Tallinn: s.n. 1992. 260 S.

## Sekundärliteratur
- Bernard Kangro: Laulud vastu ööd vaikida, in: Tulimuld 1/1982, S. 52–54.
- Raimond Kaugver: Suri Helmut Tarand, in: Looming 12/1987, S. 1705–1706.
- Orvo Ast: Kiri Tulimulla toimetajale, in: Tulimuld 2/1988, S. 70–73.
- Bernard Kangro: "Quibus rebus cognitis...", in: Tulimuld 3/1988, S. 117–119.
- Indrek Pajumaa: Talendikasin niidumasin ücht Wärzsi selletamas, in: Vikerkaar 8/1990, S. 85–86.
- Tiina Kirss: Siberi-päikese epitaaf: Helmut Tarandi luuletajateekond, in: Looming 12/2001, S. 1878–1886.